# Сінтаро Ісіхара
Сінтаро Ісіхара (яп. 石原 慎太郎; 30 вересня 1932, Кобе — 1 лютого 2022) — японський письменник та політик, губернатор Токіо з 1999 по 2012 рр.

## Життєпис
Ісіхара виріс у Дзусі. Він навчався в Університеті Хітоцубасі з 1952 по 1956 рр.
Він отримав престижну літературну премію Акутагави за свій роман «Час сонця» (яп. 太陽の季節). Популярність за кордоном йому принесла книга «Японія, яка може сказати „ні“» (1989).
У 1968 р. він був обраний до Палати радників як член Ліберально-демократичної партії, з 1972 по 1995 рр. і з 2012 по 2014 рр. — член Палати представників.
Він очолював Агентство з охорони навколишнього середовища (1976–1977) і працював міністром транспорту (1987–1988).